# Palazzo Bollani a Sant’Antonin

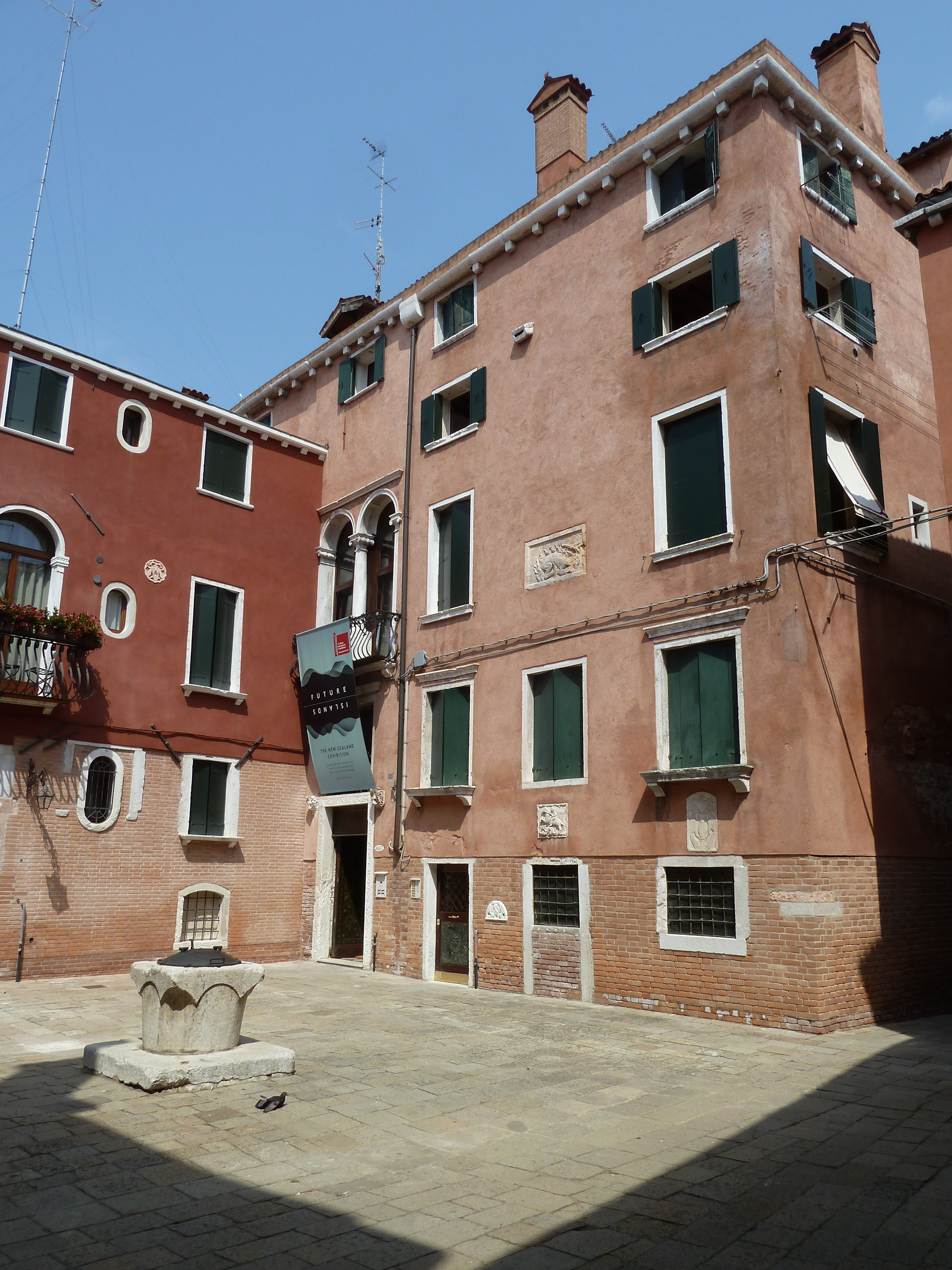
Palazzo Bollani a Sant’Antonin (2016)

Palazzo Bollani a San Antonin ist ein Palast in Venedig in der italienischen Region Venetien. Er liegt im Sestiere Castello mit Blick auf den Rio della Pietà und die Insel San Giorgio Maggiore in der Nähe der Markusplatzes und des Arsenals.
Der Palast entstand im 16. Jahrhundert und war zuerst in Besitz der Familie Memmo. Er zeigt keine architektonischen Besonderheiten. Im Hof finden sich einige byzantinische Patere.
In der Nähe des Palastes erhebt sich die Kirche Santa Maria della Pietà, die das gleichnamige Oratorium ersetzte, in dem Antonio Vivaldi (1678–1741) viele Jahre lang lehrte und spielte.